# عرض أزياء الأقزام الدولي
معرض أزياء الأقزام الدولي، المعروف أيضًا باسم معرض أزياء الأقزام الوطني، هو منظمة غير ربحية تسعى إلى تمكين الأشخاص الذين يعانون من التقزم ورفع مستوى الوعي لديهم من خلال تنظيم عروض أزياء تتكون بالكامل من أشخاص يعانون من التقزم. تشتهر هذه المنظمة بمساهمتها في أسابيع الموضة في باريس ونيويورك وبرلين.

## تاريخ
بعد رؤية امرأة قزمة تكافح من أجل العثور على ملابس مناسبة، قررت ميريام تشاليك، الرئيسة التنفيذية لشركة إدارة نموذج سي بي أتش، أنها تريد زيادة الوعي حول التقزم (شكل من أشكال التقزم) من خلال تعريض صناعة الأزياء والنمذجة لسوق التقزم غير المستكشف.
أسس تشاليك ومنظمة "دونونز لور أون تشانس" غير الربحية عرض أزياء الأقزام، الذي يتألف بالكامل من عارضات أزياء أقزام. شارك عرض أزياء الأقزام في أسبوع الموضة السنوي في باريس، وحظي بتغطية إعلامية واسعة.
في عام 2015، نظرًا للنجاح الكبير الذي حققه عرض أزياء الأقزام، قام تشاليك بأخذ ما كان من المفترض أن يكون حدثًا واحدًا وأنشأ عرض أزياء الأقزام الدولي غير الربحي.
مهمة عرض أزياء الأقزام الدولي هي "عكس الإملاءات التمييزية للجمال وإعطاء الفرصة للأشخاص الصغار للتعبير عن أنفسهم من خلال جلب منظور مبتكر لصناعة الأزياء. بالإضافة إلى ذلك، أثناء منح الناس الفرصة، قاموا أيضًا بتحرير صور الأشخاص بشكل كبير لجعل صورهم لا تشبههم بعد الآن.

## المشاركة في أسابيع الموضة
- أسبوع الموضة في باريس، 27 سبتمبر 2014: بالتعاون مع جمعية دعونا نعطيهم فرصة الفرنسية غير الربحية، وإدارة نماذج سي بي اتش وبيت الأعمال الإبداعي، أقيم عرض أزياء الأقزام الدولي لأول مرة في جناح غارييل خلال أسبوع الموضة في باريس.[8]
- أسبوع الموضة في نيويورك، 12 فبراير 2015: افتُتح عرض أزياء الأقزام الدولي ضمن فعاليات أسبوع الموضة في مدينة نيويورك[5] وشاركت فيه جوردانا جيمس، راقصة مايلي سايرس ونجمة مسلسل "نساء صغيرات نيويورك" التلفزيوني، مرتدية "فستانًا من الدولار" مصنوعًا بالكامل من أوراق نقدية حقيقية من فئة 100 دولار. كما شاركت ميستي إروين، ضيفة مسلسل "نساء صغيرات نيويورك" الشهيرة.[10][11]
- أسبوع الموضة في برلين، 11 يوليو 2015: قدمت مصممة الأزياء المقيمة في برلين، سيما جيديك، مجموعة أزياء شوارع بعنوان "على مستوى العين" مخصصة للأشخاص المصابين بالتقزم. وتنسب الفضل لابنة عمها (المصابة بالتقزم) كمصدر إلهام لها.[4]
- أسبوع الموضة في باريس، 2 أكتوبر 2015: خمسة عشر عارضًا قزمًا يستعرضون فساتين الكوكتيل والسهرة البراقة[12] ساروا على منصة العرض في القاعة الكبرى بوزارة الثقافة الفرنسية[13][14] كجزء من مبادرة حكومية داعمة لتعزيز معايير الجمال البديلة في الصناعة غير القيم المتعلقة بالطول والنحافة.[15][16]
- أسبوع الموضة في طوكيو، 26 أكتوبر 2016: توسّع عرض أزياء الأقزام الدولي إلى آسيا. عارضات أزياء قصيرات القامة من الولايات المتحدة وبريطانيا يستعرضن على منصة العرض مع فتيات يابانيات قصيرات القامة خلال أسبوع الموضة في أمازون الذي أقيم في شيبويا.[17]
- أسبوع الموضة العربي: بعد تجاوز الصعوبات اللوجستية والشائعات المختلفة، شارك عرض أزياء الأقزام الدولي في أسبوع الموضة العربي. سارت سبع عارضات أزياء على منصة العرض في مدينة دبي بالإمارات العربية المتحدة، بهدف رفع مستوى الوعي بضرورة تعزيز الشمولية في صناعة الأزياء.[18][19]

من المقرر إقامة عرض خاص في البيت الأبيض لإحياء ذكرى إقرار قانون الأمريكيين ذوي الإعاقة.